# Calamanthus fuliginosus
Calamanthus fuliginosus е вид птица от семейство Acanthizidae.

## Разпространение
Видът е разпространен в Австралия.